# Montes Palani

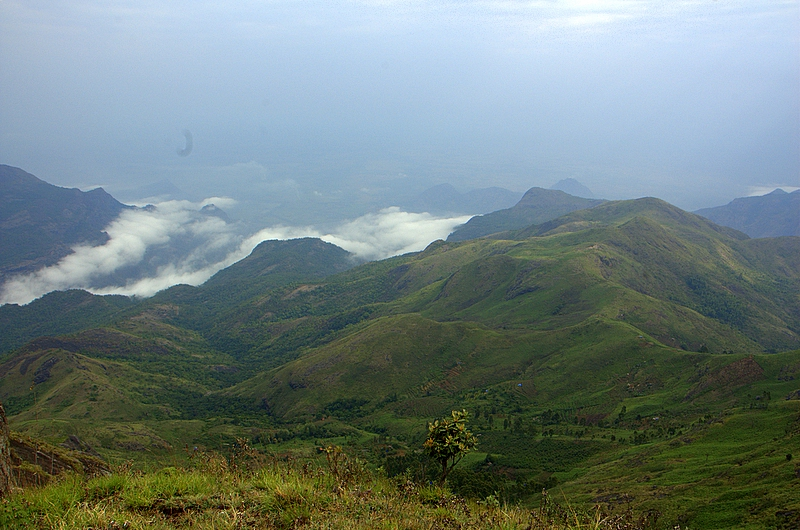
Vista dos montes Palni desde Kodaikanal

Os montes Palani (em tâmil: பழனி மலை; em inglês: Palani Hills ou Palni Hills) são uma cordilheira montanhosa no estado de Tâmil Nadu, Índia. São uma extensão para oriente dos Gates Ocidentais, que correm paralelamente à costa ocidental da Índia.
Os montes Palani são adjacentes aos montes Anamalai a ocidente, estendendo-se para oriente até às planícies de Tâmil Nadu, cobrindo uma área de 2 068 quilómetros quadrados. O seu ponto mais alto localiza-se na parte sudoeste da cordilheira, que atinge os 1 800–2 500 m de altitude; a parte oriental é composta por montanhas com 1 000−1 500 m de altitude.